# Oakland (Floryda)
Oakland – miasto w Stanach Zjednoczonych, w stanie Floryda, w hrabstwie Orange.